# Корошка вас
Корошка вас (словен. Koroška vas) је насељено место у општини Ново Место, регија Југоисточна Словенија, Словенија.

## Историја
До територијалне реорганизације у Словенији била је у саставу старе општине Ново Место.

## Становништво
У попису становништва из 2011. године, Корошка вас је имала 194 становника.
| Број становника према пописима | Број становника према пописима | Број становника према пописима |
| ------------------------------ | ------------------------------ | ------------------------------ |
| 1991                           | 2002                           | 2011                           |
| 189                            | 194                            | 194                            |

Напомена: Године 2014. извршена је мања размена територије између насеља Горња Тежка Вода, Долња Тежка Вода и Корошка вас.